# Nokia 5610

Nokia 5610 XpressMusic este un telefon creat de Nokia.

## Design
La fabricarea telefonului se folosesc materiale din aluminiu și plastic numai anumite părți sunt metalice ca tastele de muzică.
Pe partea din față avem  un ecran de 2,2 inchi TFT care poate reda 16,7 milioane de culori. Ecranul este acoperit de o sticlă rezistentă la zgârieturi.
Peste ecran se află senzorul de luminozitate însoțită de speaker și de camera de apeluri video.
Partea de jos a telefonului mufa pentru încărcător, slotul microUSB și mufa audio de 2.5 mm sunt și sunt însoțite de butonul de deschidere a capacpacului.

## Conectivitate
Nokia 5610 oferă ca conectivitate Bluetooth 2.0 și miniUSB. Suportul pentru rețea include CSD, HSCSD, GPRS, EDGE și UMTS.

## Multimedia
Playerul de muzică suportă formatele MP3, MP4, AAC, AMR, WMA. Nokia 5610 dispune de radio FM cu RDS care funcționează doar cu setul de cască.
Nokia 5610 înregistrează video la 15 cadre pe secundă în format 3GP.

## Caracteristici
- Ecran de 2.2 inchi TFT LCD cu rezoluția 240 x 320 pixeli
- Suport pentru apeluri 3G
- UMTS, EDGE, GPRS
- Bluetooth stereo
- Slot card microSD
- Radio cu RDS
- Camera de 3 megapixeli cu focalizare automată și bliț